# 151. Feldausbildungs-Division
Die 151. Feldausbildungs-Division war eine für die Aufstellung vorgesehe deutsche Infanteriedivision im Zweiten Weltkrieg. 

## Geschichte

### Aufstellung
Im April 1945 wurde die Division durch den Oberbefehlshaber West wahrscheinlich für den Wehrkreis XII geplant, aber durch das Kriegsende nicht weiter aufgestellt. 

## Kommandeur
Als Kommandeur vorgesehen war Generalmajor Julius Coretti. 

## Vermutliche Gliederung
- Feldausbildungs-Regiment 1307
- Feldausbildungs-Regiment 1308
- Feldausbildungs-Regiment 1309
- Feldausbildungs-Artillerie-Regiment 1451
- Divisionseinheiten 1451